# كارل ويبر (مصمم الإنتاج)
كارل ويبر (بالألمانية: Karl Weber)‏ هو مصمم الإنتاج ألماني، ولد في 20 ديسمبر 1897 في برلين في ألمانيا، وتوفي بنفس المكان في 2 فبراير 1965.

## وصلات خارجية
- كارل ويبر على موقع IMDb (الإنجليزية)
- كارل ويبر على موقع قاعدة بيانات الأفلام السويدية (السويدية)
- كارل ويبر على موقع قاعدة بيانات الفيلم (الإنجليزية)
- كارل ويبر على موقع كينوبويسك (الروسية)